# Paralacydes ypsilon
Paralacydes ypsilon är en fjärilsart som beskrevs av Rothschild 1910. Paralacydes ypsilon ingår i släktet Paralacydes och familjen björnspinnare. Inga underarter finns listade i Catalogue of Life.